# Нова Ажінка
Нова Ажі́нка (рос. Новая Ажинка) — село у складі Солтонського району Алтайського краю, Росія. Входить до складу Ненінської сільської ради.

## Населення
Населення — 129 осіб (2010; 196 у 2002).
Національний склад (станом на 2002 рік):
- росіяни — 98 %